# Euephemerum
Euephemerum là một chi rêu trong họ Ephemeraceae.